# Джордж Пеппард
Джордж Пеппард (англ. George Peppard; 1 жовтня 1928, Детройт, США — 8 травня 1994, Лос-Анджелес, США) — американський актор.

## Біографія

### Дитинство
Народився в сім'ї будівельника і оперної співачки. Детройт у той час ставав автомобільної столицею світу, активно розгорталося будівництво, перетворюючи його в місто хмарочосів. Так що, Джордж Пеппард-старший мав можливість пристойно заробляти. А мати могла залучати маленького Джорджа до мистецтва.

### Життя до кіно
Як і всі молоді люди того часу, Джордж був покликаний в армію. Служив у флоті. Після вступив до Університету Пардью, потім у «Карнегі Тек», і нарешті у відому Акторську студію Лі Страсберга.
Перепробував безліч професій: був викладачем, таксистом, ведучим на дискотеках. Потім влаштувався на радіо, де довгий час озвучував постановки. Після вступу на студію — отримав роботу на Бродвеї. Почав з'являтися на телебаченні.

### Кінематограф
Джордж Пеппард дебютував в кіно у фільмі «Будинок на пагорбі». До цього була пара телевізійних ролей. Одним з перших його появ на великому екрані був Пол — головний герой фільму «Сніданок у Тіффані», де його партнеркою була Одрі Гепберн.
Найчастіше Пеппард виступав у ролі крутих і не завжди хороших хлопців. І глядачі найчастіше могли побачити його в трилерах і вестернах. Так, в одному з них, «Як підкорили Захід» він грав на одному майданчику з Генрі Фондою, Грегорі Пеком, Джеймсом Стюартом.
У 1978 рік у між зйомками він написав сценарій і зрежисував власний фільм «У п'яти днях від дому». У 70-х і 80-х роках Пеппард знімався на телебаченні в телесеріалах, одним з яких був телесеріал «Команда А», який мав шалену популярність у глядачів протягом усіх п'яти сезонів.
Останнім фільмом актора стала німецька драма «Тигриця» (1992).

### Особисте життя
Вперше Пеппард одружився, коли йому було двадцять п'ять — у 1954 році з актрисою Хелен Девіс. Вони прожили разом десять років і розлучилися. Від цього шлюбу в актора залишилося двоє дітей — син Бредфорд і дочка Джулі.
Через два роки він одружився з Елізабет Ешлі, з якою разом знімався у фільмі «Саквояжники». Шлюб тривав шість років. Джордж знову став батьком — у нього народився син Крістіан.
У 1975 році Пеппард знову одружується. І знову на актрисі. Тепер його обраницею стала рудоволоса Шеррі Бучер, з'являлася в таких відомих серіалах як «Лессі» і «Коломбо», а також в «Білої блискавки», де головну роль грав Берт Рейнолдс. З нею Джордж Пеппард провів чотири роки. Цей шлюб також закінчився розлученням.
Ще через п'ять років він знову одружився. Його дружиною стала Алексіс Адамс. З нею він прожив два роки. Причиною таких частих розлучень став алкоголізм Джорджа, з яким він безуспішно боровся протягом довгих років. Пити він почав на початку кар'єри, коли ролі в кіно не приносили успіху.
Востаннє актор одружився в 1992 на Лаурі Тейлор. У той час вона працювала банкіром у Вест Палм Біч у штаті Флорида, де і познайомилася з ним. З нею він прожив до самої своєї смерті в 1994 році від пневмонії.

## Фільмографія
- 1957 — Strange One, The
- 1957 — Підозра (серіал)
- 1960 — Додому з пагорба
- 1960 — Subterraneans, The
- 1961 — Сніданок у Тіффані (Breakfast at Tiffany's) — Пол «Фред» Варджак
- 1962 — Як підкорили Захід
- 1963 — Bob Hope Presents the Chrysler Theatre (серіал)
- 1963 — Переможці
- 1964 — Саквояжнікі
- 1965 — Операція «Арбалет»
- 1965 — Third Day, The
- 1966 — Блакитний Макс (The Blue Max) — лейтенант Бруно Штахель
- 1967 — Тобрук
- 1967 — Важка ніч у Джеріко
- 1968 — P.J.
- 1968 — What's So Bad About Feeling Good?
- 1968 — Картковий будиночок
- 1969 — Pendulum
- 1970 — Executioner, The
- 1970 — Cannon for Cordoba
- 1971 — One More Train to Rob
- 1972 — Bravos, The
- 1972 — Banacek
- 1972 — Граундстарскій змову
- 1972 — Banacek (серіал)
- 1974 — Newman's Law
- 1975 — One of Our Own
- 1975 — Doctors 'Hospital (серіал)
- 1975 — Guilty or Innocent: The Sam Sheppard Murder Case
- 1977 — Проклята долина
- 1979 — Crisis in Mid-air
- 1979 — Contro 4 bandiere
- 1979 — Torn Between Two Lovers
- 1979 — Five Days from Home
- 1980 — Битва за межами зірок
- 1981 — Ваш квиток більше не дійсний
- 1981 — До скарбів авіакатастрофи
- 1982 — Сутінковий театр
- 1982 — Jugando con la muerte
- 1983 — Команда А
- 1986 — Метлок (серіал)
- 1988 — Man Against the Mob
- 1989 — Дезорганізована злочинність
- 1989 — Дві жінки
- 1989 — Man Against the Mob: The Chinatown Murders
- 1990 — Ultra Warrior
- 1990 — Night of the Fox
- 1994 — Тигриця /Die Tigerin-Сід Слотер